# Liu Xiang (athlétisme)
Pour les articles homonymes, voir Liu Xiang.
Dans ce nom chinois, le nom de famille, Liu, précède le nom personnel.
Liu Xiang (en chinois simplifié : 刘翔, en chinois traditionnel : 劉翔, en pinyin : Liú Xiáng, en wu : Lioe Jian/liɤ⁺¹³ʒiã¹³/), né le 13 juillet 1983 à Shanghai, est un athlète chinois, spécialiste du 110 mètres haies. Il est le précédent détenteur du record du monde de la discipline avec un temps de 12 s 88 établi à Lausanne, le 11 juillet 2006. Ce record a été battu le 12 juin 2008 par le cubain Dayron Robles.
Sa médaille d'or obtenue lors des Jeux olympiques d'Athènes en 2004 est la première remportée par un athlète chinois masculin lors des Jeux en athlétisme. À la suite de ses échecs aux Jeux olympiques de Pékin en 2008, puis à ceux de Londres en 2012, en raison d'une blessure au tendon d'Achille, les médias lui donnent le surnom de « maudit des JO ».

## Carrière

### Débuts
En 2000, il termine quatrième des Championnats du monde juniors à Santiago du Chili, juste derrière Ladji Doucouré.
En 2002, Liu inaugure sa carrière internationale en gagnant le Grand Prix IAAF à Lausanne avec un record espoir et un record asiatique de 13 s 12 sur le 110 m haies (le record était détenu depuis 24 ans par Renaldo Nehemiah).
En 2003, il atteint les finales des Championnats du monde d'athlétisme, toujours derrière l'Américain Allen Johnson.

### Titre olympique

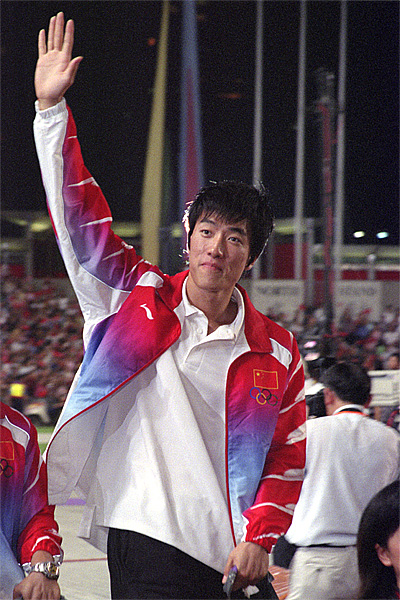
Liu Xiang en 2004

Liu Xiang établit un parcours quasi sans-faute en début de saison 2004. Vainqueur de ses douze premières courses en salle, il s'incline face à Allen Johnson en finale du 60 m haies des Championnats du monde en salle d'Helsinki, établissant un nouveau record personnel en 7 s 43. Enchainant ensuite des meetings sur le continent asiatique, il prend le dessus sur l'Américain lors de la réunion d'Osaka en signant un nouveau record d'Asie en 13 s 06. Pour son premier meeting de la Golden League de la saison, à Rome, il se classe deuxième derrière Johnson en 13 s 11. Peu avant les Jeux olympiques, il égale sa meilleure performance (13 s 06) lors du meeting de Tianjin. À Athènes, le Chinois figure parmi les favoris pour ses premiers Jeux olympiques. Deuxième de sa demi-finale en 13 s 18, il remporte le 27 août 2004 la finale olympique en 12 s 91 (+0,3 m/s), égalant ainsi le record du monde de la discipline détenu par le Britannique Colin Jackson depuis le 20 août 1993. Il devance finalement l'Américain Terrence Trammell et le champion olympique en titre cubain Anier García. Liu Xiang devient le premier sportif masculin asiatique à remporter un titre olympique en athlétisme. Affichant un bilan de 15 victoires en 17 courses, il établit quatre des dix meilleures performances de l'année 2004.
Les Championnats du monde d'Helsinki constituent pour Liu Xiang l'objectif de l'année 2005, deux ans après sa médaille de bronze obtenue à Paris. Comme lors des saisons précédentes, il effectue ses premières courses sur son sol, signant notamment 13 s 12 à Osaka. Il enchaine ensuite par deux meetings aux États-Unis, s'imposant notamment à Eugene en 13 s 06 devant Terrence Trammell et Dominique Arnold, avant de signer deux temps proches des 13 s 00 en Europe : 13 s 06 à Paris et 13 s 05 à Lausanne. Aux mondiaux d'Helsinki, le Chinois ne parvient pas à décrocher sa première couronne planétaire, battu d'un centième de seconde en finale par le Français Ladji Doucouré. Le 2 septembre 2005, il remporte le 110 m haies des Championnats d'Asie d'Incheon en 13 s 30.

### Record et sacre mondial

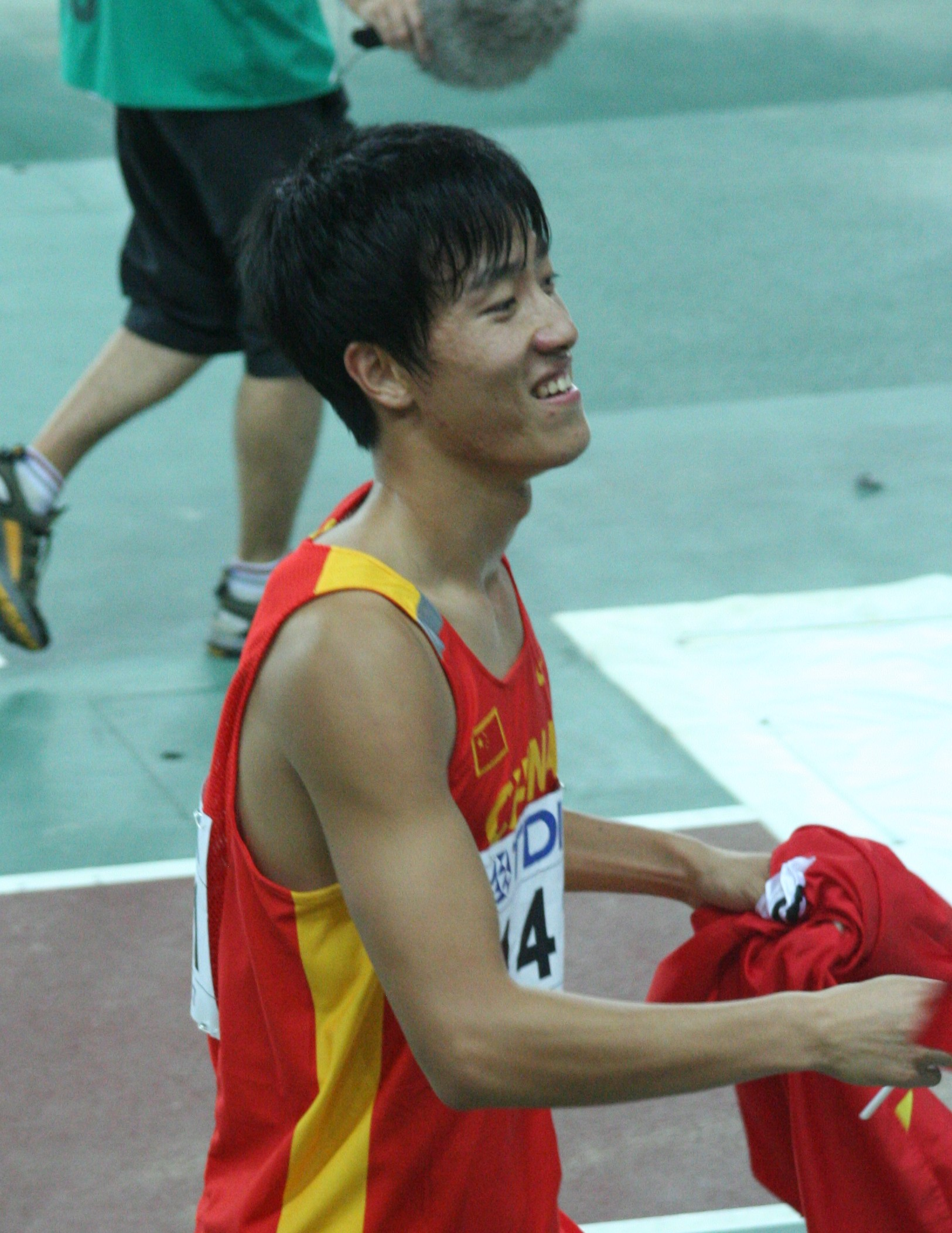
Liu Xiang remporte les Championnats du monde d'Osaka en 2007

Pour sa quatrième course de la saison seulement, Liu Xiang établit le 11 juillet 2006 un nouveau record du monde du 110 m haies en remportant le meeting Super Grand Prix de Lausanne en 12 s 88 (+1,1 m/s), devançant notamment l'Américain Dominique Arnold, 2e de la course en 12 s 90, temps également inférieur au précédent record du monde codétenu par le Chinois et par Colin Jackson. Début septembre, il remporte la Finale mondiale d'athlétisme à Stuttgart en descendant pour la deuxième fois de l'année sous les 13 s 00 (12 s 93). En fin d'année, il s'impose lors des Jeux asiatiques de Doha en 13 s 15.
En début de saison 2007, Liu Xiang porte son record personnel du 60 m haies à 7 s 42, performance établie lors du meeting en salle de Stuttgart. Pour l'une de ses premières courses en plein air de l'année, il réalise 12 s 92 lors du meeting de Reebok Grand Prix de New York, devançant tous les meilleurs spécialistes de discipline. Il ne dispute que trois meetings estivaux européens, préférant axer sa préparation sur l'entrainement en vue des Mondiaux d'Osaka. Battu au début de l'été par Dayron Robles lors du Meeting Gaz de France (13 s 15), il s'impose quelques jours plus tard à Lausanne en 13 s 01. En août, il se rend aux Championnats du monde d'Osaka, compétition qu'il dispute pour la quatrième fois consécutive. Vainqueur de son premier tour en 13 s 26, et deuxième de sa demi-finale en 13 s 25, l'athlète chinois remporte le premier titre mondial de sa carrière, le 31 août 2007, avec le temps de 12 s 95 (+1,7 m/s), devançant les Américains Terrence Trammell et David Payne.

### Désillusion à Pékin
Liu Xiang axe sa préparation de la saison 2008 sur les Jeux olympiques de Pékin, compétition dans laquelle il est le tenant du titre et le principal espoir de médaille d'or de l'athlétisme chinois. Il commence sa saison en remportant en mars les Championnats du monde en salle de Valence en 7 s 46, devançant notamment son rival américain Allen Johnson. En mai, le Chinois est victime d'une blessure aux adducteurs et doit renoncer au meeting de New York. Le 12 juin, il est dépossédé de son record du monde par le Cubain Dayron Robles, auteur de 12 s 87 lors du Meeting d'Ostrava. Véritable star nationale depuis son sacre à Athènes, Liu aborde les Jeux olympiques de Pékin de 2008 avec une grosse pression sur les épaules et avec un état de forme incertain. Une nouvelle blessure au tendon d'Achille se réveille dès son arrivée au village olympique. Il essaye de prendre le départ de sa série, mais doit déclarer forfait et s'en va à la suite d'un faux départ d'un de ses concurrents, devant l'incompréhension du public chinois qui était venu en masse pour le soutenir.

### Retour à la compétition
Après treize mois d'absence, Liu Xiang fait son retour sur les pistes d'athlétisme le 20 septembre 2009 à l'occasion du meeting Golden Grand Prix de Shanghai où il se classe deuxième de la course en 13 s 15, dans le même temps que l'Américain Terrence Trammell. En fin de saison 2009, il s'impose lors des Championnats d'Asie de Guangzhou en 13 s 50, et lors des Jeux de l'Asie de l'Est en 13 s 66.
Il participe en début de saison 2010 aux Championnats du monde en salle de Doha mais ne parvient pas à conserver son titre remporté deux ans auparavant, en ne prenant que la septième place de la finale en 7 s 65. Il ne dispute qu'un seul meeting de la Ligue de diamant 2010, fin mai à Shanghai, où il s'incline face à l'Américain David Oliver et à son compatriote Shi Dongpeng. Toujours en délicatesse avec sa cheville, il déclare forfait pour la suite de la saison estivale et ne fait son retour à la compétition que six mois plus tard à l'occasion des Jeux asiatiques de Canton. Liu Xiang y remporte le 110 m haies en 13 s 09, signant à cette occasion son meilleur temps de l'année.

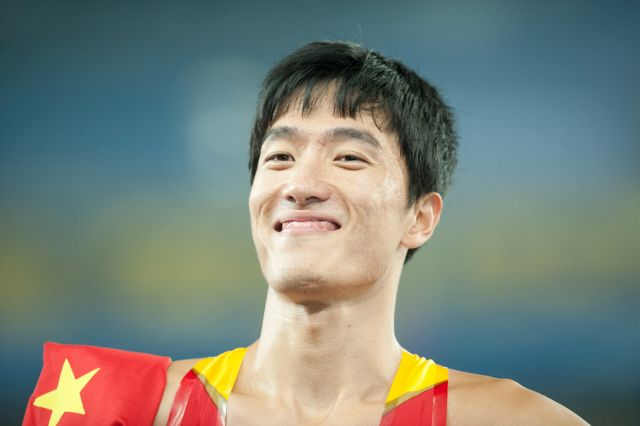
Liu Xiang se classe deuxième des Championnats du monde 2011

Liu Xiang commence la saison 2011 en participant au meeting Golden Grand Prix de Shanghai, première étape du 110 mètres haies de la Ligue de Diamant 2011. Il s'impose en 13 s 07 et devance de onze centièmes de secondes l'Américain David Oliver, invaincu depuis 2009 et vainqueur de dix-huit courses consécutives en 2010. La revanche de la course a lieu le 4 juin lors du Prefontaine Classic d'Eugene, Oliver s'impose en 12 s 94 devant Liu qui termine la course 6 centièmes derrière, en 13 s 00 Lors des Mondiaux de Daegu, il se présente en finale comme le net favori : alors qu'il était sur le point de remporter la course, deux coups consécutifs sur les 8e et 9e haies, sur sa main, donnés par Dayron Robles, le bloquent dans son sprint final et il n'arrive que troisième. La disqualification successive du Cubain, lui permet d'avoir la consolation d'une médaille d'argent.
En février 2012, il prend sa revanche contre Dayron Robles sur 60 m haies, en réalisant la MPMA en 7 s 41 contre 7 s 50 pour le Cubain. Le 11 mars 2012, pourtant annoncé favori, Liu Xiang ne termine que 2e des championnats du monde en salle à Istanbul derrière Aries Merritt qui l'emporte en 7 s 44 contre 7 s 49 pour Liu, et devant Pascal Martinot-Lagarde, 7 s 53.
Début mai 2012, il remporte sous une pluie battante le 110 m haies (vent : +0,2 m) de la réunion de Kawasaki en 13 s 09 devant Omo Osaghae (13 s 33). Pour ses débuts dans la Ligue de diamant 2012, au Golden Grand Prix de Shanghai, Liu Xiang s'impose sous une pluie battante en 12 s 97 (+0,4 m/s), devant David Oliver et Jason Richardson. Il établit à cette occasion son premier chronomètre sous les 13 secondes depuis la saison 2007. Début juin, lors de la Prefontaine Classic d'Eugene, Liu Xiang égale le record du monde de Dayron Robles avec 12 s 87, mais voit sa performance non homologuée en raison d'un vent de 2,4 m/s supérieur à la limite autorisée.

### Désillusion à Londres
Lors des séries du 110 m haies des jeux olympiques de 2012 à Londres, il chute dès la première haie et rejoint la ligne d'arrivée en sautant sur un pied visiblement de nouveau blessé au tendon d'achille. Incroyable ironie du sort, il porte le même numéro à Londres qu'aux Jeux Olympiques de Pékin de 2008, le 1356...
En voulant sortir de la piste par la sortie la plus proche, un responsable ne le laisse pas et il se retrouve donc obligé de passer par la "grande" sortie empruntée par les autres athlètes ayant fini leur courses en la rejoignant à cloche pied, ce qui provoque l'indignation des journalistes vis-à-vis des gardes londoniens[réf. nécessaire]. Il rejoindra le vestiaire en fauteuil roulant, puis normalement l'hôpital.

## Palmarès
| Date | Compétition                     | Lieu       | Épreuve     | Résultat | Temps        |
| ---- | ------------------------------- | ---------- | ----------- | -------- | ------------ |
| 2001 | Jeux de l'Asie de l'Est         | Osaka      | 110 m haies | 1er      | 13 s 42      |
| 2001 | Universiade                     | Pékin      | 110 m haies | 1er      | 13 s 33      |
| 2002 | Championnats d'Asie             | Colombo    | 110 m haies | 1er      | 13 s 56      |
| 2002 | Jeux asiatiques                 | Pusan      | 110 m haies | 1er      | 13 s 27      |
| 2003 | Championnats du monde en salle  | Birmingham | 60 m haies  | 3e       | 7 s 52       |
| 2003 | Championnats du monde           | Paris      | 110 m haies | 3e       | 13 s 23      |
| 2004 | Championnats du monde en salle  | Budapest   | 60 m haies  | 2e       | 7 s 43       |
| 2004 | Jeux olympiques                 | Athènes    | 110 m haies | 1er      | 12 s 91 (RM) |
| 2005 | Championnats d'Asie             | Incheon    | 110 m haies | 1er      | 13 s 30      |
| 2005 | Championnats du monde           | Helsinki   | 110 m haies | 2e       | 13 s 08      |
| 2006 | Finale mondiale de l'athlétisme | Stuttgart  | 110 m haies | 1er      | 12 s 93      |
| 2006 | Coupe du monde des nations      | Athènes    | 110 m haies | 2e       | 13 s 03      |
| 2006 | Jeux asiatiques                 | Doha       | 110 m haies | 1er      | 13 s 15      |
| 2007 | Championnats du monde           | Osaka      | 110 m haies | 1er      | 12 s 95      |
| 2008 | Championnats du monde en salle  | Valence    | 60 m haies  | 1er      | 7 s 46       |
| 2009 | Championnats d'Asie             | Guangzhou  | 110 m haies | 1er      | 13 s 50      |
| 2009 | Jeux de l'Asie de l'Est         | Hong Kong  | 110 m haies | 1er      | 13 s 66      |
| 2010 | Championnats du monde en salle  | Doha       | 60 m haies  | 7e       | 7 s 65       |
| 2010 | Jeux asiatiques                 | Canton     | 110 m haies | 1er      | 13 s 09      |
| 2011 | Championnats d'Asie             | Kobe       | 110 m haies | 1er      | 13 s 22      |
| 2011 | Championnats du monde           | Daegu      | 110 m haies | 2e       | 13 s 27      |
| 2012 | Championnats du monde en salle  | Istanbul   | 60 m haies  | 2e       | 7 s 49       |

## Records

### Records personnels
| Épreuve     | Performance | Lieu       | Date            |
| ----------- | ----------- | ---------- | --------------- |
| 60 m haies  | 7 s 41      | Birmingham | 18 février 2012 |
| 110 m haies | 12 s 88     | Lausanne   | 11 juillet 2006 |

### 110 m haies sous les 13 secondes
| Temps   | Vent | Date             | Lieu      |
| ------- | ---- | ---------------- | --------- |
| 12 s 88 | +1,1 | 11 juillet 2006  | Lausanne  |
| 12 s 91 | +0,3 | 27 août 2004     | Athènes   |
| 12 s 92 | +1,5 | 2 juin 2007      | New York  |
| 12 s 93 | −0,6 | 9 septembre 2006 | Stuttgart |
| 12 s 95 | +1,7 | 31 août 2007     | Osaka     |
| 12 s 97 | +0,4 | 19 mai 2012      | Shanghai  |